# Sybax distortus
Sybax distortus är en skalbaggsart som beskrevs av Schmidt 1920. Sybax distortus ingår i släktet Sybax och familjen Aphodiidae. Inga underarter finns listade i Catalogue of Life.